# St. Albans (gmina w Vermont)
St. Albans – gmina (town) położona w hrabstwie Franklin w stanie Vermont na wybrzeżu jeziora Champlain.
Miejsce to ma symboliczne znaczenie ze względu na pewne wydarzenie podczas wojny secesyjnej, kiedy to 21 żołnierzy z armii Konfederacji, przedarłszy się z Kanady, napadło na trzy banki w St. Albans, kradnąc z nich 208,000 dolarów. Ich celem było także spalenie miejscowości, jednak plan ten nie powiódł się. Ostatecznie tylko część skradzionej sumy została zwrócona właścicielom po tym, jak sprawców przestępstwa schwytano w Kanadzie. Kanadyjski sąd odmówił ich ekstradycji uznając, że wykonywali rozkazy.
Co roku w St. Albans obchodzona jest też uroczystość Vermont Maple Festival.